# جيانكارلو جيانيني
جيانكارلو جيانيني (بالإيطالية: Giancarlo Giannini)‏ مخرج إيطالي، وممثل دوبلاج (ولد لا سبيتسيا في عام 1942)

## روابط خارجية
- جيانكارلو جيانيني على موقع IMDb (الإنجليزية)
- جيانكارلو جيانيني على موقع روتن توميتوز (الإنجليزية)
- جيانكارلو جيانيني على موقع قاعدة بيانات الأفلام العربية
- جيانكارلو جيانيني على موقع ألو سيني (الفرنسية)
- جيانكارلو جيانيني على موقع ميوزك برينز (الإنجليزية)
- جيانكارلو جيانيني على موقع أول موفي (الإنجليزية)
- جيانكارلو جيانيني على موقع قاعدة بيانات الأفلام السويدية (السويدية)
- جيانكارلو جيانيني على موقع إن إن دي بي (الإنجليزية)
- جيانكارلو جيانيني على موقع ديسكوغز (الإنجليزية)
- جيانكارلو جيانيني على موقع قاعدة بيانات الفيلم (الإنجليزية)